# Reinhart Koselleck
Reinhart Koselleck (23. dubna 1923, Görlitz – 3. února 2006, Bad Oeynhausen) byl německý historik, představitel tzv. konceptuální historie (Begriffsgeschichte), která se soustřeďuje na zkoumání změn významů, jazyka a vědomí ("konceptů") v dějinách, a která má blízko k antropologii, lingvistice a kulturálním studiím. Toto pojetí shrnul spolu se svými kolegy v monumentální osmisvazkové encyklopedii Geschichtliche Grundbegriffe, která vycházela v letech 1972–1997.
V německém prostředí měla velký ohlas jeho teorie, že v letech 1750–1850 prošla němčina obrovským převratem, který indikoval zrod modernity.
Koselleck byl silně ovlivněn Gadamerovou hermeneutikou, Heideggerovou fenomenologií, ale i konzervativní politickou filozofií Carla Schmitta.
Roku 1999 získal Cenu Sigmunda Freuda za vědeckou prózu.